# 駆け落ち
駆け落ち（駆落、かけおち）は、無断で住所を去って行く先をくらますこと。失踪・出奔・家出などと同義である。特に婚姻に関して双方の家族の承認が得られなかった場合に、婚姻を達成するために相思の2人が相伴ってひそかに他所へ逃げることを言って、駆け落ちをした人を駆け落ち者（かけおちもの）と呼ぶ。なお、同音の欠け落ちは重税や貧困、悪事などから逃れるために居住地を離れることを意味する。

## 概要
駆け落ちは、愛し合っている2人の一方または双方の親に、身分や人種などを理由に結婚または交際を反対された場合や、2人のうちの一方が既婚であったり、政略結婚など望まない結婚を親に強要された場合、最後の手段として決行する場合が多い。戦前の結婚では家父長の署名・捺印が必要であり、それが無理であれば駆け落ちして同棲していた。
未成年で一方または双方に保護者がいる場合の駆け落ちは、当事者らの同意に関わらず、刑法上では結婚目的の未成年者略取・誘拐罪が適用される（ほか、外国に逃げた場合には被略取者等所在国外移送罪が、駆け落ちを助けた者には被略取者引渡し等罪が成立しうる）。
18世紀ごろのイングランドでは、結婚許可証の発行や異議申し立て期間の存在など、婚姻に関する厳しい制限があったため、イングランドを出てスコットランドのグレトナ・グリーンで結婚する駆け落ちが流行した。

## 駆け落ちした歴史的人物の一覧
- 司馬相如と卓文君
- 在原業平と藤原高子　（『伊勢物語』を史実とする見解に拠る[4]）
- 後宇多上皇と遊義門院（姈子内親王）
- 尊治親王（後醍醐天皇）と西園寺禧子（後京極院）
- 有井湖白と諸九尼
- クララ・ウォード（英語版）とリゴ・ヤンツィ（ドイツ語版）[5]
- 宮崎龍介と柳原白蓮 - 白蓮事件
- 月形龍之介とマキノ智子
- 小泉純也と小泉芳江
- 岡田嘉子と竹内良一[6]
- 岡田嘉子と杉本良吉[7]

## 駆け落ちを扱った作品
- 小説
  - 井原西鶴「好色一代女」
  - 井原西鶴「好色五人女」第一章「姿姫路清十郎物語」[8]
  - 近松門左衛門「心中天網島」
  - 近松門左衛門「五十年忌歌念仏」[8]
  - ライナー・マリア・リルケ「駆落」
  - ジェイン・オースティン「高慢と偏見」
  - トマス・ハーディ「ダーバヴィル家のテス」
  - 竹宮ゆゆこ「とらドラ!」
  - あさのハジメ「まよチキ」
- 映画
  - チャップリンの駈落[9][10]
  - キートンの案山子（スケアクロウ）（英語版）[11][12]
  - キートンの恋愛三代記[13][14]
  - 猛進ロイド（英語版）[15][16]
  - モダン怪談100,000,000円[17]
  - 卒業
  - 天国の日々
  - みじかくも美しく燃え
  - 愛の嵐
  - リトル・チルドレン
  - タイタニック
  - 青春かけおち篇[18]
  - 映画 中二病でも恋がしたい! -Take On Me-
  - 打ち上げ花火、下から見るか? 横から見るか?（同タイトルのテレビドラマの再構成バージョン。1995年）
  - 打ち上げ花火、下から見るか? 横から見るか?（アニメ映画。2017年）
- 漫画
  - 秋の舞姫 - ヒロインのドイツ人女性が、ヤクザと娼婦の駆け落ちに助力する[19]。
  - Cherry[20][21]
- テレビアニメ
  - 吾輩は猫である[22] - 夏目漱石の同名小説のアニメ化だが、アニメオリジナルの駆け落ちのシーンが山場になっている。
- テレビドラマ
  - カケオチのススメ
  - 愛と逃亡の果て 女優岡田嘉子[23]
  - 打ち上げ花火、下から見るか? 横から見るか?
- 音楽
  - ギザギザハートの子守唄
  - あの娘とスキャンダル
  - 花嫁
  - 矢切の渡し
  - SUPER FOLK SONG
  - 東京心中
  - 蜜柑（爆風スランプの曲）
  - アン・ドゥ・トロワ(キャンディーズの曲)
  - 二人の旅立ち（サーカスの曲）[24]